# Толеубаев, Даулен
Даулен Толеубаев (каз. Дәулен Төлеубаев; 22 августа 1927 год, с. Жумай, Акмолинский уезд, Казакская АССР, РСФСР, СССР — 13 апреля 2007, с. Баршино, Нуринский район, Карагандинская область, Казахстан) — колхозник, старший чабан совхоза имени XXII съезда КПСС Кургальджинского района Целиноградской области, Герой Социалистического Труда (1966). Заслуженный мастер овцеводства Казахской ССР.

## Биография
Родился в 1927 году в селе Жумай Акмолинского уезда Казакской АССР (ныне — Коргалжынский район, Акмолинская область, Казахстан).
С 1944 года в семнадцатилетнем возрасте начал свою трудовую деятельность. Работал чабаном. В 1961 году был назначен старшим чабаном совхоза имени XXII съезда КПСС.
В 1945 году вырастил по 107 ягнят от 100 овцематок. В 1946 году вырастил по 115 ягнят от 100 овцематок. За свою трудовую деятельность чабаном на протяжении 22 лет вырастил 12730 ягнят, получил 534 центнера шерсти и 3250 центнеров мяса. Указом Президиума Верховного Совета СССР от 22 марта 1966 года удостоен звания Героя Социалистического Труда с вручением ордена Ленина и золотой медали «Серп и Молот».
С 1988 года — персональный пенсионер союзного значения. С 2002 года проживал в Астане.
Утонул 13 апреля 2007 года в селе Баршино Нуринского района Карагандинской области. Похоронен на кладбище села Жанбобек Нуринского района.